# Eschede
Eschede ['ɛʃədə] község Németországban, Alsó-Szászországban, a Cellei járásban. Lakosainak száma 5787 fő (2023. december 31.).

## Történelme
Itt történt a hirhedt eschedei vasúti baleset is 1998. június 3-án, melynek során egy ICE motorvonat kisiklott, és 101 ember életét vesztette.

## Földrajza
Eschede Sprakensehl és Eldingen községekkel határos.